# Паново-Леонтєво
Паново-Леонтєво (рос. Паново-Леонтьево) — село в Гагинському районі Нижньогородської області Російської Федерації.
Населення становить 127 осіб. Входить до складу муніципального утворення Юр'євська сільрада.

## Історія
Від 2009 року входить до складу муніципального утворення Юр'євська сільрада.

## Населення
| 2002 | 2010 |
| ---- | ---- |
| 174  | ↘127 |